# Wintergroente
Een wintergroente is een groente, die in de winter op het land geoogst en/of in de wintermaanden gegeten wordt. Vroeger was het verschil tussen een wintergroente en een voorjaars-, zomer- of herfstgroente duidelijker dan tegenwoordig. Door verbetering van de bewaarmogelijkheden, jaarrondteelt en import van verschillende groenten is het verschil vervaagd. Zo was witlof vroeger een wintergroente, terwijl deze nu het hele jaar door verkrijgbaar is.
Wintergroenten zijn bijvoorbeeld:
- Grote schorseneer
- Kool
  - Boerenkool
  - Palmkool
  - Rodekool
  - Spruiten
  - Wittekool
  - Boerenkoolspruitjes
    - Zuurkool
- Koolraap
- Pastinaak
- Peen
  - Waspeen
  - Winterwortel
- Winterprei
- Witlof
- Wortelpeterselie